# Pyrausta trizonalis
Pyrausta trizonalis là một loài bướm đêm trong họ Crambidae.